# Gali
Gali (abch./ros. Гал, Gal, gruz. გალი, Gali) – miasto w Abchazji, stolica rejonu Gal. Ośrodek przemysłowy.

## Klimat
W mieście panuje klimat ciepły umiarkowany. Opady deszczu są znaczące, występują nawet podczas suchych miesięcy. Klimat w mieście został sklasyfikowany jako Cfa zgodnie z systemem Köppena-Geigera. W mieście średnia roczna temperatura wynosi 14,2 °C, zaś średnioroczne opady to 1705 mm. Najsuchszym miesiącem jest maj z opadami na poziomie 90 mm, zaś największe opady występują w sierpniu, ze średnią 173 mm. Różnica w opadach pomiędzy najsuchszym a najbardziej mokrym miesiącem wynosi 83 mm. Najcieplejszym miesiącem w roku jest sierpień ze średnią temperaturą 23,4 °C, z kolei najzimniejszym miesiącem jest styczeń ze średnią temperaturą 5 °C. Wahania roczne temperatur wynoszą 18,4 °C.